# 사나사르 오가니샨
사나사르 라즈미코비치 오가니샨(러시아어: Санаса́р Разми́кович Оганися́н, 1960년 2월 5일~)는 소련 레슬링 선수이다. 1980년 하계 올림픽에서 자유형 라이트헤비급 종목에서 금메달을 획득했고 세계 선수권 대회에서 1회, 유럽 선수권 대회에서 2회 우승했다.